# Diego Seguí
Diego Seguí (Holguín, Cuba, 17 de agosto de 1937-24 de junio de 2025) fue un lanzador cubano de las Grandes Ligas de Béisbol. De 1962 hasta 1977; Seguí jugó para Kansas City Athletics (1962-65, 1967), Washington Senators (1966), Oakland Athletics (1968, 1970-72), Seattle Pilots (1969), Boston Red Sox (1974-1975) y Seattle Mariners (1977), lanzaba y bateaba a la derecha. Su hijo, David, siguió sus pasos y jugó durante 14 años en las Grandes Ligas (1990-2004), también para los Mariners.

## Carrera profesional
En los 15 años que jugó en la gran carpa, dejó el récord de 92-111 con 1298 abanicados y una efectividad de 3.81 en 1807.2 innings lanzados. Lanzó 28 juegos completos, y viniendo del Bullpen, rescató 71 juegos, su campaña más productiva fue la de 1969 en donde quedó como líder en efectividad en la Liga Americana con 2.56.
Durante el invierno, Seguí jugó en Venezuela, en donde dejó su huella como uno de los mejores lanzadores de ese circuito. Es el segundo lanzador con más victorias de por vida, con 95, el primero en ponches propinados, con 919, y el primero en efectividad con (2.76). Jugó durante 15 campañas, debutando para los Industriales de Valencia en la temporada de 1962-63, cuatro años después regresa a jugar con los Leones del Caracas, equipo con el cual jugó en tres periodos (1966-1971; 1972-73; 1976-1980), además jugó tres temporadas con los Tigres de Aragua (1980-1983) y una con el Portuguesa (1975-76). El 3 de julio de 2003 fue exaltado al Salón de la Fama del béisbol venezolano.
Su hijo David Seguí, también es un exbeibolista profesional.